# Adam Lenckhardt

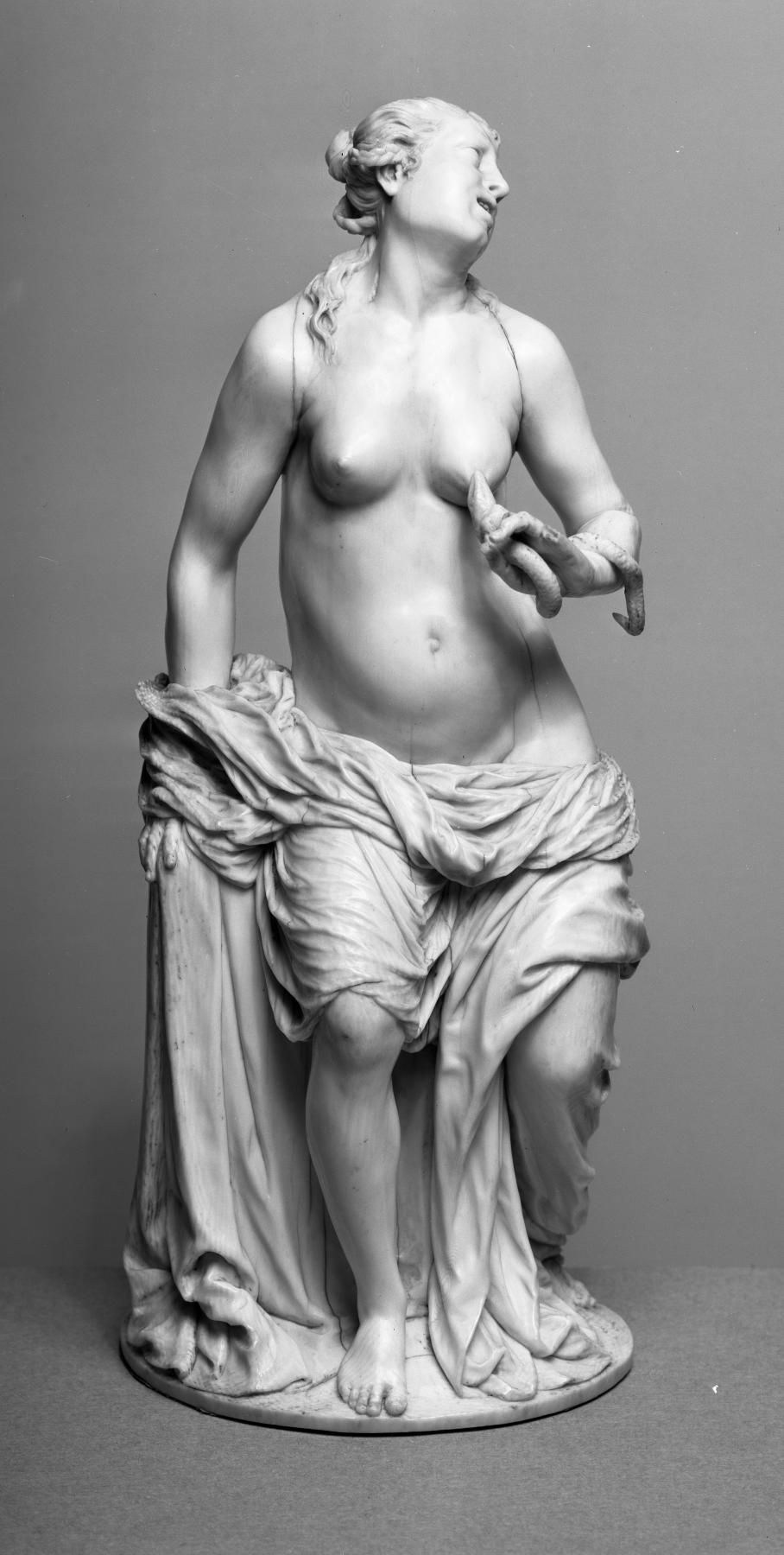
Cleopatra mit der Schlange, Elfenbeistatette, um 1635, Baltimore, Walters Art Gallery

Adam Lenckhardt (* 2. September 1610 in Würzburg; † 14. März 1661 in Wien) war Elfenbeinschnitzer und ab 1642 Kammerbildhauer des Fürsten Karl Eusebius von Liechtenstein.

## Lebenslauf
Adam Lenckhardt, Sohn des Bildhauers Nikolaus Lenckhardt, ging bei seinem Vater zuerst von 1622 bis 1624 in die Lehre und bereiste dann in seiner nachfolgenden Gesellenzeit unter anderem 1632 Italien, bevor er 1638 nach Wien kam. Aus seiner Lehrzeit um 1630 stammen vermutlich die ihm zugeschriebenen Elfenbeinreliefs mit Szenen der Kreuzabnahme oder Himmelfahrt Mariens, die bereits seine später typisch realistische und emotional aufrüttelnde Darstellung in Figuren und Figurengruppen vorwegnehmen. Seine ersten bekannten signierten Werke sind die Figuren einer Madonna mit Kind und Johannesknaben, die er um 1635 geschaffen hat und die italienischen Einfluss zeigen sowie die Figur einer Cleopatra, die Formen der barocken niederländischen Malerei verarbeitet.
Adam Lenckhardt entwickelte sich zu einem der bedeutendsten Vertreter der barocken Elfenbeinschnitzerei. Als Kammerbildhauer des Fürsten Karl Eusebius von Liechtenstein war er von 1642 bis 1660 tätig und schuf Kleinplastiken sowohl mit weltlichen wie mit kirchlichem Hintergrund für den Privatgebrauch.

## Arbeit in Wien
Adam Lenckhardt war in der Blütezeit der Elfenbeinplastik in Wien tätig, das sich unter Kaiser Leopold I. seit 1640 zu einem Zentrum der barocken Elfenbeinschnitzerei entwickelte. Er schuf für die privaten Kunstkammern des Adels bestimmte Kleinplastiken, diese sind sehr detailliert und realistisch. Sie sind zusammen mit anderen zeitgenössischen Elfenbeinschnitzereien in Wien wie den Reliefs des Meisters der Sebastiansmartyrien erste Höhepunkte dieser Kunstform im Barock. Zu Adam Lenckhardts Hauptwerken zählt die naturalistische Darstellung des grausigen Schicksal des Satyrs Marsyas, die er zwischen 1642 und 1644 als eine von drei mythologischen Gruppen für den Fürsten von Liechtenstein geschaffen hat.

## Werke (Auswahl)
Adam Lenckhard hat seine Werke meist mit dem Monogramm AL signiert. Andere Werke werden ihm wegen stilistischer Ähnlichkeit zugeordnet. Insgesamt haben sich ungefähr 30 seiner Werke aus Elfenbein und Rhinozeroshorn erhalten, darunter die folgenden Statuetten:
- Beweinung Christi (Relief), um 1630. Victoria and Albert Museum London Inventarnummer A.41-1928
- Beweinung Christi (Relief), 1632. New York Metropolitan Museum
- Himmelfahrt Mariens (Relief), 1632. New York Metropolitan Museum Inventarnummer 1923 24.80.88
- Madonna mit Kind und Johannesknaben, um 1635. Kunsthistorisches Museum Wien, Geistliche Schatzkammer Inventarnummer SK_GS_D_211, Höhe 18 Zentimeter
- Cleopatra mit der Schlange, um 1635. Baltimore, Walters Art Gallery Inventarnummer 71.416 Höhe 24,3 Zentimeter
- Satyr und die Nymphe Corisca, Wien 1639. Kunsthistorisches Museum Wien Inventarnummer KK 4564
- Die Schindung des Marsyas, Wien 1644. Bayerisches Nationalmuseum München Inventarnummer 92/145, Höhe 27,2 Zentimeter
- Der Heilige Hieronimus, Wien um 1638. The Minneapolis Institute of Arts Inventarnummer 57.33, Höhe 26,04 Zentimeter
- Kreuzabnahme, Wien 1653. The Cleveland Art Museum Inventarnummer John L. Severance Fund 1967.134, Höhe 44,75 cm
- Venus und Amor, Wien um 1640. Kunstkammer Würth Sammlung Würth Inventarnummer 3680
- St. Sebastian, Wien nach 1642. Liechtenstein Museum Wien
- St. Sebastian, Wien nach 1642, Privatbesitz,[11] Höhe 32 Zentimeter
- Merkur und Amorknabe, Wien um 1650. Staatliche Kunstsammlungen Dresden Inventarnummer VII 118, Höhe 21,1 Zentimeter
- Pan verfolgt die Nymphe Syrinx. Staatliche Museen zu Berlin – Skulpturensammlung Inventarnummer 7943